# Madárfészek kosbor
A madárfészek kosbor, madárfészek békakonty vagy egyszerűen madárfészek (Neottia nidus-avis) a kosborfélék családjába tartozó, klorofill nélküli, gombákon élősködő növényfaj.

## Megjelenése

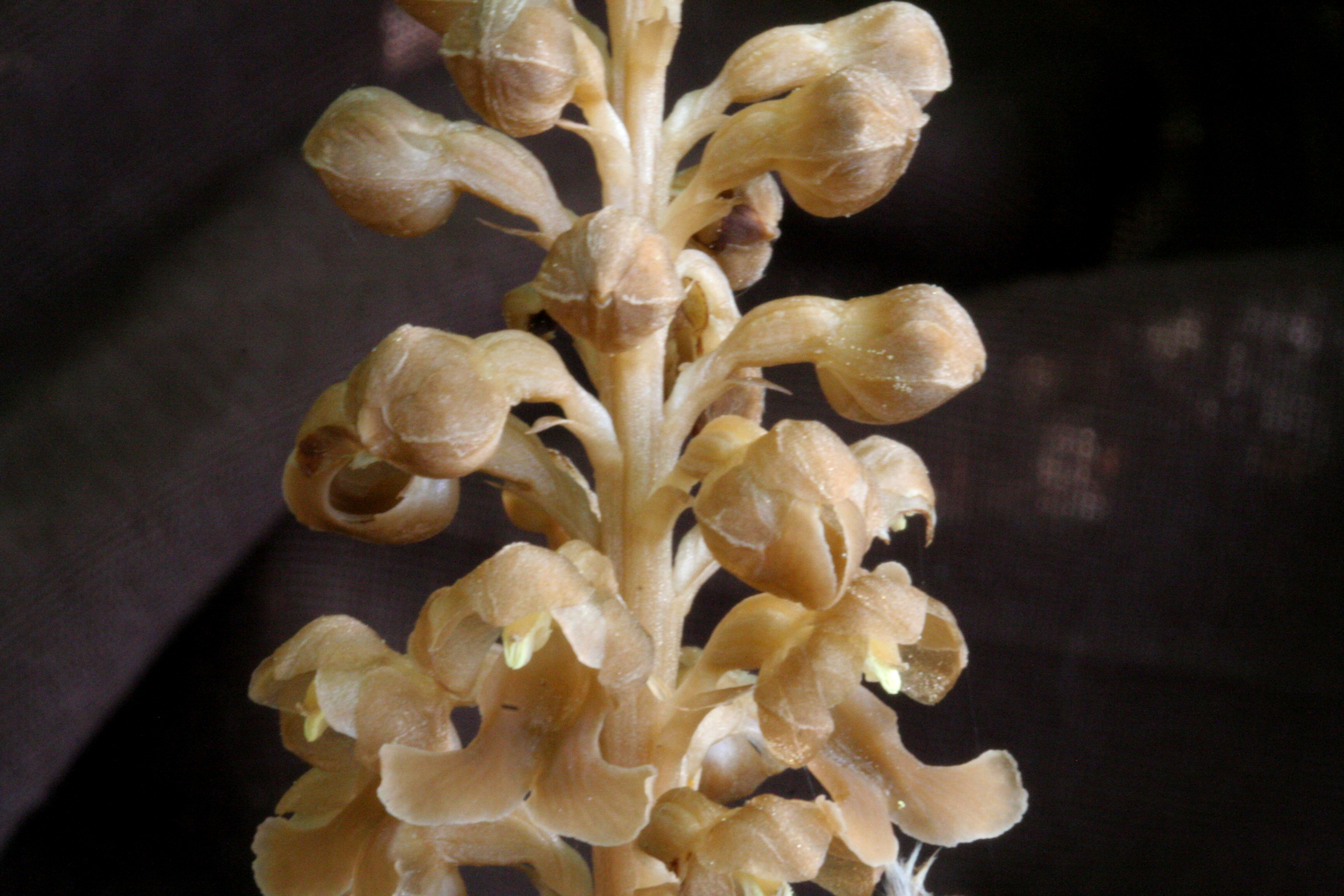
Virágai

A madárfészek kosbor 20–30 cm magas, lágyszárú, évelő növény. Talajban lévő, vízszintesen növekedő gyöktörzséből (rizómájából), számos rövid, vaskos gyökér nő ki, amitől az madárfészekre hasonlít; innen kapta a növény a nevét. Föld feletti hajtása világosbarna, esetleg halvány- vagy kénsárga, zöld színanyagot alig tartalmaz, emiatt még közelről is elszáradt növény benyomását kelti. Erőteljes, vastag szárán 3–6, erősen redukált (2–6 cm hosszú), vékony, pergamenszerű pikkelylevél nő. A levelek szórtan állnak, és teljesen a szárhoz simulnak.
Május-júniusban nyílik. Virágzata tömött, hengeres fürt, 15–30 virággal; egy-egy virág 9–15 mm hosszú. A szárhoz hasonló színű virágok az 5–20(–30) cm hosszú fürt tetején sűrűbben, az alján ritkábban ülnek. Sokszor a szár közepe alatt, elszórtan is fejlődik néhány virág. Hosszúkás-tojásdad, 4–6 mm hosszú lepellevelei sisakszerűen összeborulnak; a külső és a belső lepellevelek igen hasonlóak. A mélyen két karéjú, 9–13 mm hosszú mézajak kétszer nagyobb a lepelleveleknél; a karéjok szétállók, a mézajak alapja kiöblösödik. A virágnak nincs sarkantyúja. A murvalevél jóval kisebb a magháznál. A magház 8–10 mm hosszú, a kocsánya csavarodott.
Termése toktermés, amelynek hossza a virágzatban alulról felfelé haladva nagy mértékben csökken; 8–11 mm hosszúak és 3,5-5,5 mm vastagok. Bennük igen sok (420-3000) apró, lisztfinomságú mag érlelődik.

## Elterjedése
Európai, észak-afrikai és nyugat-ázsiai elterjedésű faj. Elterjedésének déli határa a mediterrán térség (bár itt a hegyvidékekre korlátozódik), beleértve Észak-Afrika megfelelő régióit, Kis-Ázsia és a Kaukázus. Keleten Nyugat-Szibériáig, északon Skandináviáig, nyugaton a Brit-szigetekig hatol. Magyarországon az alacsonyabb hegyvidékek (állományainak 39%-a) és dombvidékek (29%) erdeiben a leggyakoribb, de a síkságokon is előfordul. Elsősorban a Dunántúlon és az Északi-középhegységben jellemző, néhány helyen megtalálták a Duna-Tisza-közén, a Nyírségben és a Beregi-síkon is.

## Életmódja
Szinte minden erdőtípusban megtalálható: bükkösökben, tölgyesekben, törmeléklejtő- és szurdokerdőkben, mészkerülő-, liget- és karsztbokorerdőkben, fenyvesekben, nyíresekben, nyárasokban. Mivel napfényre nincs szüksége, a teljes árnyékolást is jól bírja. A talaj kémhatása élőhelyein pH 5,2-8,0 közöttinek bizonyult (átlagosan pH 6,8).
Magja tavasszal vagy kora nyáron csírázik, amihez feltétlenül szüksége van valamilyen, a Sebacinaceae családba tartozó gomba fonalaival való kapcsolódásra (mikorrhiza). A felnőtt növény is gyakorlatilag kizárólag a gombától szerzi be víz- és tápanyagszükségletét, amiért semmit sem ad cserébe, vagyis a gombán élősködik. Egy növény mérések szerint 1-9 különböző gombával tart fenn kapcsolatot, amelyek között mindig van olyan, amely egyúttal fák gyökereivel létesít mikorrhiza-kapcsolatot; így a madárfészek fejlődéséhez szükséges szénhidrát végső soron részben a fáktól származik.
Április vége és július eleje között nyílik, virágzásának átlagos középnapja május 28. A magvai augusztusra érnek be. A beporzó rovarokat nektárral csalogatja, amit a mézajak termel. Főleg legyek és egyéb kétszárnyúak porozzák be. Ha a beporzás elmarad, egy idő múltán az összetöredező pollencsomag (pollínium) a bibére hullik, vagyis önmegporzás történik. Előfordul, hogy a hajtás ki sem bújik a föld alól, a talajban virágzik és porozza be önmagát. A megtermékenyítés jó hatásfokú, a virágok 85-90%-a termést hoz.    

## Természetvédelmi helyzete
Nagy területen elterjedt, helyenként gyakori faj, ezért a Természetvédelmi Világszövetség Vörös listáján nem fenyegetett státusszal szerepel. Élőhelyeit az erdőirtások veszélyeztethetik. Magyarországon eddig összesen 705 állományát térképezték fel, amelyből 653 1990 után is fennállt; visszaszorulása így 7%-os. Teljes hazai egyedszáma százezres nagyságrendű, fennmaradása nem veszélyeztetett. 1988 óta védett, természetvédelmi értéke 5000 Ft.

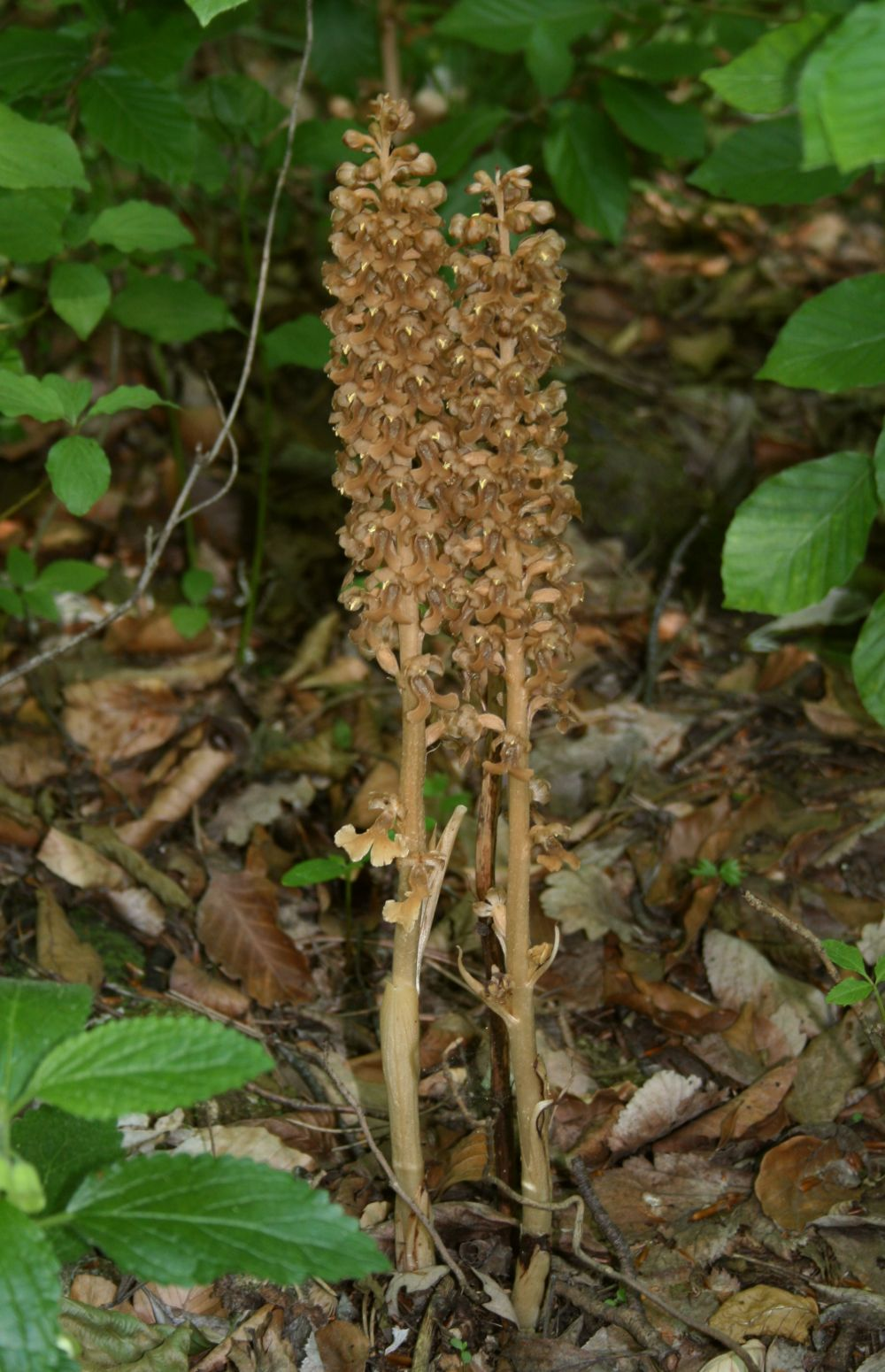
Madárfészek kosbor
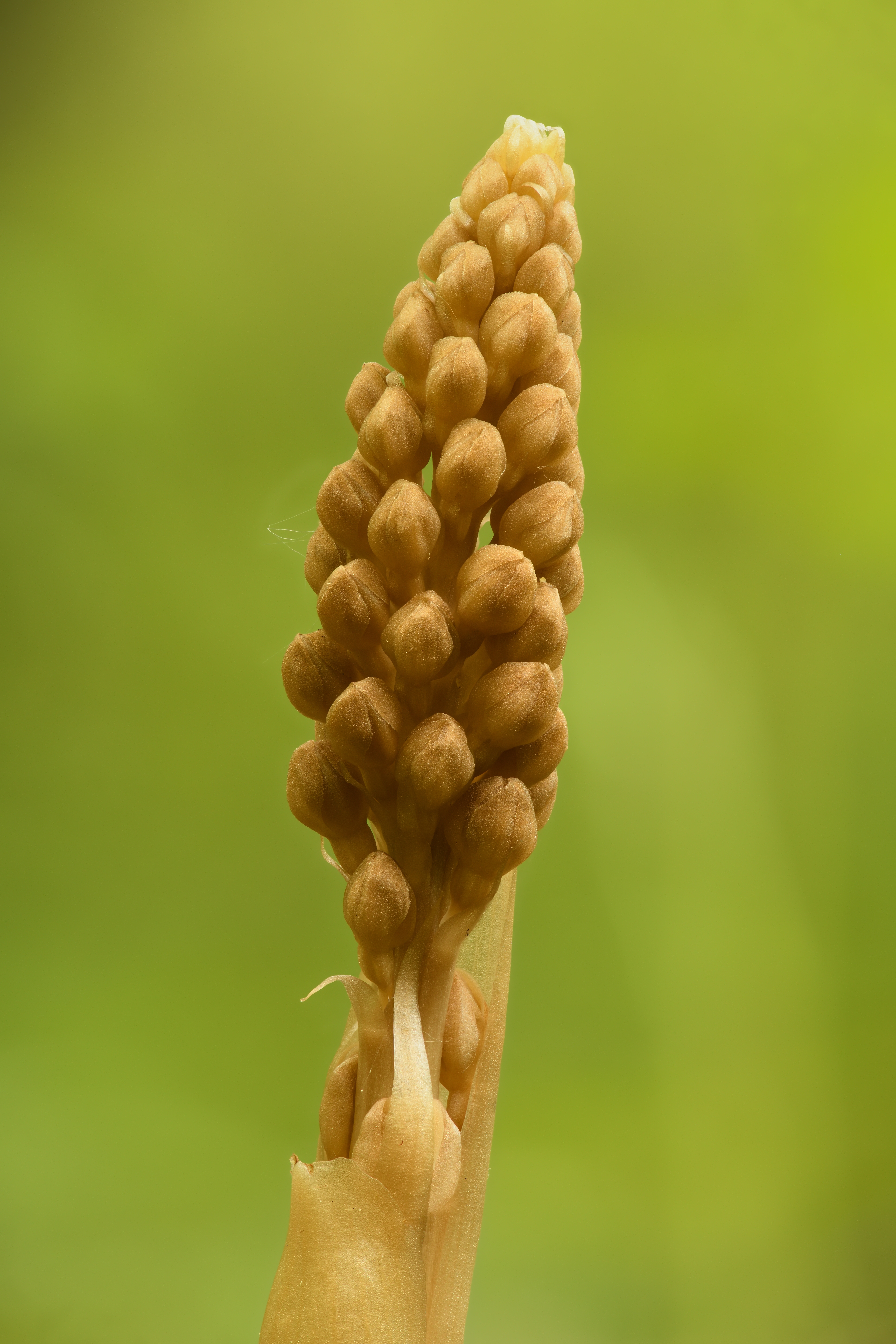
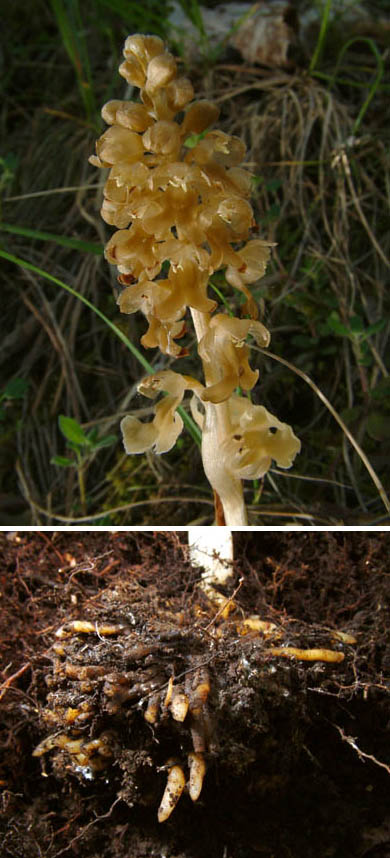
Virágzata és gyökérzete, amiről a nevét kapta
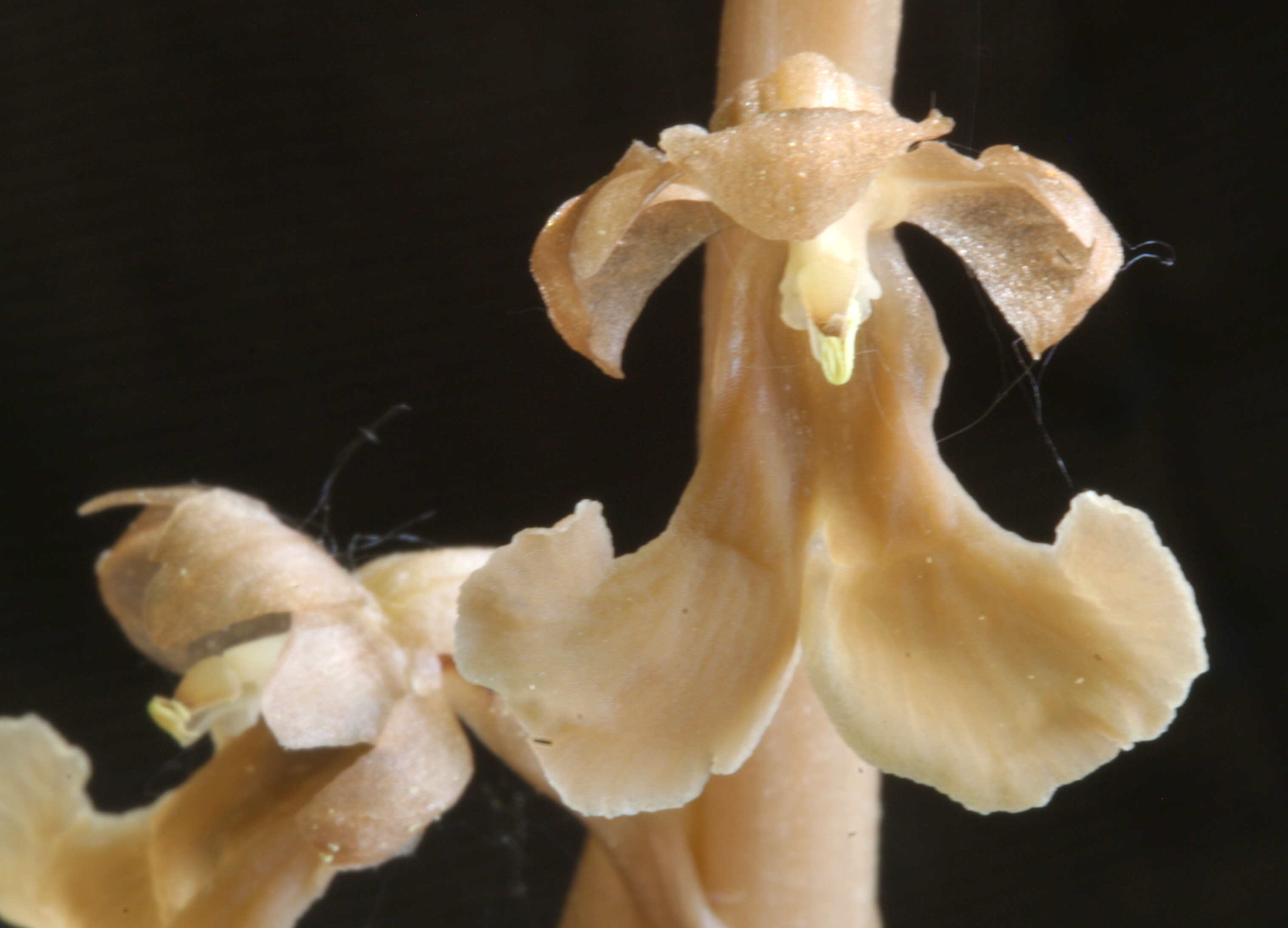
Virága közelről
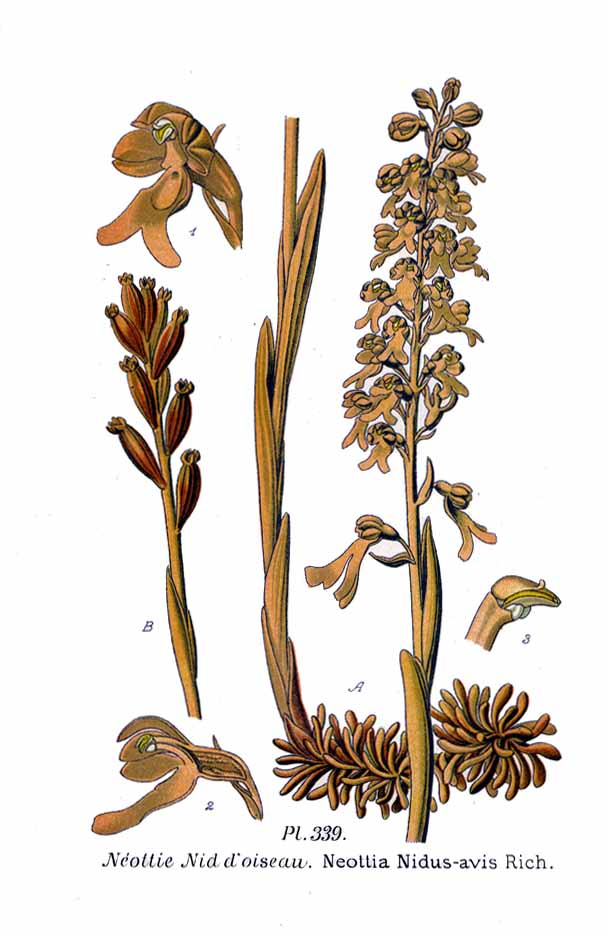
Ábrázolása egy francia botanikakönyvben (1891)